# Sworn Amongst
Gli Sworn Amongst sono una band thrash metal di Kingston upon Hull, Regno Unito, nata nel 2002.

## Formazione

### Formazione attuale
- Liam Liddell - voce, chitarra
- Jonny Barker - chitarra
- Rob Ellwood - basso
- Jonny Harper - batteria

### Ex componenti
- Andy Napierski - voce
- Harvey Fox - chitarra
- Tom Britton - chitarra

## Discografia

### Album registrati in studio
- 2006 - Derision of Conformity
- 2008 - And So It Begins
- 2010 - Severance

### EP
- 2004 - Mass Destruction
- 2006 - Sworn Amongst

### Demo
- 2004 - The Sworn Demo